# Saint-Claude, Guadeloupe
Saint-Claude är en kommun i det franska utomeuropeiska departementet Guadeloupe i Västindien. År 2022 hade kommunen 10 432 invånare.

## Befolkningsutveckling
Antalet invånare i kommunen Saint-Claude
| Referens: INSEE |